# Epiphragma sackeni
Epiphragma sackeni är en tvåvingeart som beskrevs av Samuel Wendell Williston  1896. Epiphragma sackeni ingår i släktet Epiphragma och familjen småharkrankar. Inga underarter finns listade i Catalogue of Life.